# 土佐清水市消防本部
土佐清水市消防本部（とさしみずししょうぼうほんぶ）は、高知県土佐清水市の消防部局（消防本部）。

## 管内の現況
- 管内の人口 - 12,344人

2020年（令和2年）1月1日現在
- 管内の世帯数 - 6,170世帯

2020年（令和2年）1月1日現在
- 管内の面積 - 266.34km2

2020年（令和2年）1月1日現在

## 組織
- 消防長（消防司令長）
  - 消防次長
    - 総務係
    - 地震対策係
    - 警防係
    - 予防係
    - 土佐清水市消防署

2019年（平成31年）4月1日現在

## 消防署
| 消防署           | 所在地                           |
| ---------------- | -------------------------------- |
| 土佐清水市消防署 | 高知県土佐清水市以布利980番地143 |